# Михаило-Архангельский собор (Пятигорск)
Церковь Архангела Михаила — приходской храм Пятигорского благочиния Пятигорской епархии Русской православной церкви, расположенный в Пятигорске Ставропольского края.

## История
В 1883 году был составлен и утвержден проект каменной церкви. Его автором предположительно стал инженер-архитектор В. И. Грозмани. Строительство храма началось 10 мая 1884 года. Камень из карьера был доставлен на станцию Пятигорск, где его выгружали жители поселка. Храм возведен в порядке народного строительства в нерабочее время и в праздничные дни. Строительные материалы: дерево, цемент, железо, стекло закуплены за деньги, собраны жителями села. Основным инициатором строительства и сбора средств был протоиерей Иоанн Беляков, впоследствии настоятель храма, прослуживший в нем до конца своих дней. Обычно имя архитектора А. Н. Клепинина.
Храм освящен во имя Святого Архангела Михаила, в честь последнего правителя Кавказа — великого князя Михаила Николаевича. Храм был отнесен ко 2-му благочинию Владикавказской епархии. 20 апреля 1898 года храм освятил епископ Владикавказский Владимир.
В 1900 году к востоку от храма была построена двухклассная приходская школа, которая позже была преобразована в четырехклассную начальную школу. В том же году был построен дом для священника. В феврале 1915 года над храмом был поднят новый большой колокол.
В тяжелые времена богоборчества храм Архангела Михаила оставался открытым дольше, чем большинство других храмов Пятигорска — он не закрывался до 1936 года. Во время немецкой оккупации в 1942 году храм был вновь открыт, отремонтирован, возобновились богослужения. Из музея храму Михаила Архангела и храму станицы Горячеводской вернули изъятые в 1920-30 годах иконы и богослужебные книги.
В 1989 году было принято решение о реставрации церкви.
В 1990 году было принято Постановление № 1213 «… на основании постановления Совета по делам религий Совета Министров СССР (протокол № 9) Пятигорского хладокомбината о передаче здания комбината. Михайловская церковь на балансе Ставропольской и Бакинской епархий». При этом церковный дом духовенства верующим не был возвращен и использовался как детский сад.
В то время не было известно ни одного изображения храма, а проект реставрации куполов выполнял пятигорский архитектор А. П. Миненко. Главный купол возводили с помощью вертолета. А через некоторое время после реставрации куполов в Пятигорском краеведческом музее была обнаружена фотография начала XX века, на которой видно, что форма купола соответствует оригиналу. По благословению владыки Гедеона отец Георгий Малахов провел первое богослужение в новом храме 21 ноября 1990 года.
Необходимые богослужебные товары были получены из средств епархии. Несмотря на продолжающиеся реставрационные работы, религиозные службы продолжаются непрерывно с 7 июля 1991 года. Постепенно приобретались люстры, лампады, подсвечники; на алтаре новый семисвечник канделябр, ризы для престола и жертвенник. Построили колокольню, возвели и расписали иконостасы трех приделов, украшенных золотой полосой и резьбой: центрального Михайло-Архангельского, левого в честь св. Тихон, Патриарх Московский и праведник в честь св. праведный предок Гедеона. 3 мая 1998 года митрополит Ставропольский Гедеон совершил обряд великого освящения храма. 31 мая того же года освятили правый придел, а 8 октября — левый.
16 декабря 1999 года указом № 239 Патриарх Московский и всея Руси Алексий II возвел храм в достоинство кафедрального собора.
С 1996 по 2001 год во дворе собора велось строительство крестильного храма новомучеников и исповедников Российских и подсобных помещений. Впоследствии было возведено здание трапезной для прихожан и просфорного зала.

## Настоятели церкви
- протоиерей Василий Иванов (1893 — ?)
- протоиерей Иоанн Беляков
- 1990—1993 — протоиерей Георгий Малахов
- с 1993 года (и. о. настоятеля, с 1994 — настоятель) — протоиерей Борис Дубинский[7]

## Престольные праздники
- Архангела Михаила — 19 сентября (по н.ст.), 21 ноября (по н.ст.)[7]